# بگذار زندگی کند (فیلم)
بگذار زندگی کند (به هندی: Jeene Do) فیلمی محصول سال ۱۹۹۰ و به کارگردانی راجش ستهی است. در این فیلم بازیگرانی همچون جکی شروف، سانجی دات، فرح، انوپم کهیر، آمریش پوری، شاکتی کاپور ایفای نقش کرده‌اند.